# Кродо (город)
Кродо (итал. Crodo) — коммуна в Италии, располагается в регионе Пьемонт, в провинции Вербано-Кузьо-Оссола.
Население составляет 1457 человек (2008 г.), плотность населения составляет 24 чел./км². Занимает площадь 61 км². Почтовый индекс — 28862. Телефонный код — 0324.
Покровителями коммуны почитаются святой Стефан и святая Луперкилла, празднование 16 августа.

## Демография
Динамика населения:

## Администрация коммуны
- Официальный сайт: http://www.comune.crodo.vb.it/